# ブルーバードツアー
ブルーバードツアーは、女子スキージャンプ・ワールドカップの一環として開催されるスキージャンプ競技シリーズ。
ロシアの3つのジャンプ競技場で合計4試合開催される。ツアーは、ニジニ・タギルのトランプリン・ストークでのノーマルヒル2試合と、チャイコフスキーのスネジンカ競技場のノーマルヒルとラージヒルでのそれぞれ1試合で構成される。 チャイコフスキーのラージヒルでの最終戦は女子ワールドカップの最終戦も兼ねている。
ブルーバードツアーは、ワールドカップの一環として2018/19に初めて開催され、大会は女子2018/19シーズンの最終戦となった。最初の総合優勝者はドイツのユリアネ・ザイファルトであった。

## 会場
ツアーは、ロシアの次の3つのジャンプ競技場で開催される。
| 位置             | ジャンプ                                   | ヒルレコード |
| ---------------- | ------------------------------------------ | ------------ |
| ニジニ・タギル   | トランプリン・ストーク ノーマルヒル HS 100 | 102.5 m      |
| チャイコフスキー | スネジンカ ノーマルヒル HS 102             | 109.5 m      |
| チャイコフスキー | スネジンカ ラージヒル HS 140               | 147.0 m      |

## 勝者リスト

### 個人
| 出力 | 年   | 優勝                               | 2位                                | 3位                                |
| ---- | ---- | ---------------------------------- | ---------------------------------- | ---------------------------------- |
| 1    | 2019 | ユリアネ・ザイファルト ドイツ      | マーレン・ルンビ ノルウェー        | カタリナ・アルトハウス ドイツ      |
|      | 2020 | 新型コロナウイルスの流行により中止 | 新型コロナウイルスの流行により中止 | 新型コロナウイルスの流行により中止 |
| 2    | 2021 | マリタ・クラマー オーストリア      | 高梨沙羅 日本                      | ニカ・クリジュナル スロベニア      |
|      | 2022 | ロシアのウクライナ侵攻のため中止   | ロシアのウクライナ侵攻のため中止   | ロシアのウクライナ侵攻のため中止   |

### 団体
| 出力 | 年   | 優勝                             | 2位                              | 3位                              |
| ---- | ---- | -------------------------------- | -------------------------------- | -------------------------------- |
| 1    | 2021 | オーストリア                     | スロベニア                       | ドイツ                           |
|      | 2022 | ロシアのウクライナ侵攻のため中止 | ロシアのウクライナ侵攻のため中止 | ロシアのウクライナ侵攻のため中止 |